# Севицкий, Фабиан
Фабиан Севицкий (англ. Fabien Sevitzky, при рождении Фавий Адольфович Кусевицкий; 29 сентября 1893, Вышний Волочёк — 3 февраля 1967, Афины) — американский дирижёр и контрабасист российского происхождения. Племянник Сергея Кусевицкого, отбросивший первые два звука своей фамилии во избежание путаницы (по слухам, за полученную от дяди плату), однако до середины 1920-х годов выступал и под собственным именем.

## Биография
Фавий Кусевицкий родился в семье дирижёра и музыкального педагога Адольфа Александровича Кусевицкого (1867—1939) и его жены Раисы Давыдовны. В 1903—1908 годах учился по классу контрабаса в Санкт-Петербургской консерватории у В. А. Жданова и Вацлава Беха (окончил с малой серебряной медалью). До 1910 года играл в оркестре Петербургской консерватории и в Мариинском театре, затем работал в Большом театре (1916—1920) и концертмейстером группы контрабасов в Варшавском опером театре (1921—1924). Выступал как солист-контрабасист.
С 1924 года работал в США, первоначально как контрабасист Филадельфийского оркестра, но уже в 1925 году одновременно с работой в оркестре организовал в Филадельфии собственный камерный оркестр. В 1930-е годы как приглашённый дирижёр выступал с оркестрами Австрии, Германии, Южной Америки и руководил в Бостоне Народным симфоническим оркестром (англ. People's Symphony of Boston). В 1936 году в качестве приглашённого дирижёра с большим успехом выступил с Индианаполисским симфоническим оркестром и в следующем году был приглашён возглавить этот коллектив, у руля которого оставался до 1955 года. Одновременно продолжал принимать активное участие в развитии латиноамериканской музыкальной культуры — особенно прочные отношения связывали Севицкого с Буэнос-Айресом, где он многократно выступал и учредил собственный конкурс для молодых композиторов, особенно известный тем, что в 1953 году его победителем стал Астор Пьяццола; оркестр под управлением Севицкого исполнил конкурсную вещь Пьяццолы — три пьесы для оркестра «Буэнос-Айрес» — в ходе концерта в Буэнос-Айресской школе права, закончившегося потасовкой в публике, часть которой сочла себя оскорблённой тем, что в состав оркестра были добавлены два «простонародных» бандонеона. Севицкий также покровительствовал молодому японскому композитору Акире Ифукубэ, исполнив в 1936 году мировую премьеру его «Японской рапсодии» (с Народным симфоническим оркестром Бостона), а в 1954 г. — мировую премьеру его «Sinfonia Tapkaara» с Индианаполисским симфоническим.
В поздние годы Севицкий успел поработать в Гаване (1956) и Гватемале (1957), прежде чем обосновался в Майами, где преподавал в университете и преобразовал университетский оркестр в Филармонический оркестр Майами, которым руководил до самой смерти.
По воспоминаниям Гордона Эпперсона, игравшего в оркестре Севицкого в Индианаполисе, Севицкий был не лишён эксцентричности:

Он носил пелерину и дирижировал по памяти. В том сезоне мы делали несколько записей, в том числе симфонию Чайковского «Манфред», которая длится почти два часа. Ему совершенно не нужно было дирижировать ею по памяти, но именно так он и сделал. Он то и дело сбивался, воздевал руки и глядел на нас так, как будто это мы были виноваты. И мне всегда казалось, что он талантливый человек, но отчасти шарлатан. На вечеринке оркестрантов по случаю окончания сезона он экспромтом сыграл на контрабасе «Маленькую ночную серенаду» Моцарта — и это было совершенно прекрасное исполнение, которое заставило меня понять, что за всеми этими представлениями есть подлинная глубина.

## Семья
Первая жена — оперная певица Мария Кусевицкая. Второй женой Севицкого (с 1959 года) была арфистка Мэри Сполдинг Севицки (Mary Spalding Sevitzky, впоследствии Портанова).
Брат — доктор медицинских наук, профессор Иосиф Адольфович Кусевицкий (1896—?), патологоанатом.